# Husband Hill
Husband Hill er et af bjergene i Columbia Hills i Gusev-krateret på Mars. Det blev opkaldt til ære for astronauten Rick D. Husband, en astronaut om bord på rumfærgen Columbia der forulykkede i 2003.
I 2005 klatrede Spirit, som led i udforskingen af Gusev-krateret til tops på Husband Hill. På køreturen derop lavede roveren flere undersøgelser, bl.a. en jordprøve (Paso Robles) som indeholdt de største forekomster af salt der nogensinde er fundet på Mars. Prøven indeholdt også store mængder af fosfor. Salt-mængden var endnu en indikation på vand på den røde planet. Mars-roveren nåede toppen 22. august 2005 og begyndte nedstigningen 25. september 2005, efter at have brugt næsten to måneder til at udforske toppen og tage billeder af områderne omkring bjerget.